# Gianni Schicchi
(Gianni Schicchi)
Gianni Schicchi è un'opera comica in un atto di Giacomo Puccini, su libretto di Giovacchino Forzano basato su un episodio del Canto XXX dell'Inferno di Dante (vv. 22-48). Fa parte del Trittico. La prima assoluta ha avuto luogo il 14 dicembre 1918 al Metropolitan di New York.
Fra gli interpreti della prima il baritono Giuseppe De Luca nella parte di Gianni Schicchi, il tenore Giulio Crimi in quella di Rinuccio, il soprano Florence Easton nella parte di Lauretta ed il tenore Angelo Badà come Gherardo.
Fino al 2009 ha avuto 138 recite al Metropolitan.

## Collocazione nel repertorio
Del Trittico, Gianni Schicchi fu l'opera che godette subito del successo maggiore ed iniziò quindi ben presto ad avere vita autonoma, nonostante l'esplicita volontà di Puccini che le tre opere andassero sempre in scena assieme e mai in abbinamento con altri titoli.
In tempi recenti si sta consolidando la prassi d'abbinare Gianni Schicchi a Una tragedia fiorentina di Alexander von Zemlinsky o ad Alfred, Alfred di Franco Donatoni. Le due opere sono difatti accostabili non solo per la comune ambientazione fiorentina medievale, ma anche per la scenografia (interno d'abitazione per entrambe) e per la complementarità dei soggetti: una tragedia notturna ed una solare commedia brillante. C'è infine un legame storico: Puccini stesso, nel 1912, aveva pensato di musicare Una tragedia fiorentina di Oscar Wilde, uno scritto incompiuto dal quale Zemlinsky trasse pochi anni dopo ispirazione per la sua opera.

## Trama

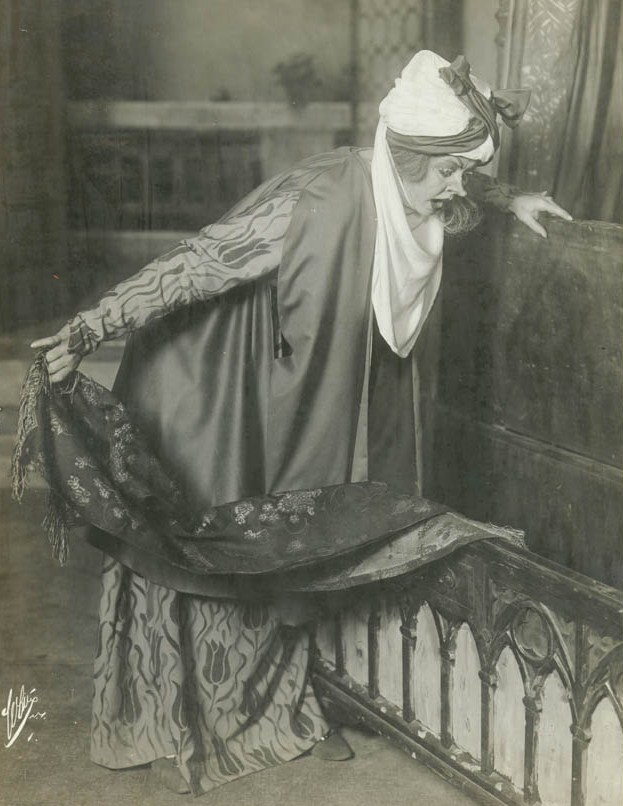
1918, Kathleen Howard nel ruolo di Zita (Metropolitan Opera Archives)

3 giugno 1219. Gianni Schicchi, famoso in tutta Firenze per il suo spirito acuto e perspicace, viene chiamato in gran fretta dai parenti di Buoso Donati, un ricco mercante appena spirato, perché escogiti un mezzo ingegnoso per salvarli da un'incresciosa situazione: il loro congiunto ha infatti lasciato in eredità i propri beni al vicino convento di frati, senza disporre nulla in favore dei suoi parenti.
Inizialmente Schicchi rifiuta di aiutarli a causa dell'atteggiamento sprezzante che la famiglia Donati, dell'aristocrazia fiorentina, mostra verso di lui, uomo della «gente nova». Ma le preghiere della figlia Lauretta (la celebre romanza «O mio babbino caro»), innamorata di Rinuccio, il giovane nipote di Buoso Donati, lo spingono a tornare sui suoi passi e a escogitare un piano, che si tramuterà successivamente in beffa. Dato che nessuno è ancora a conoscenza della dipartita, ordina che il cadavere di Buoso venga trasportato nella stanza attigua in modo da potersi lui stesso infilare sotto le coltri, e dal letto del defunto, contraffacendone la voce, dettare al notaio le ultime volontà.
Così infatti avviene, non senza che Schicchi abbia preventivamente assicurato i parenti circa l'intenzione di rispettare i desideri di ciascuno, tenendo comunque a ricordare il rigore della legge, che condanna all'esilio e al taglio della mano non solo chi si sostituisce ad altri in testamenti e lasciti, ma anche i suoi complici («Addio Firenze, addio cielo divino»).
Schicchi declina dinanzi al notaio le ultime volontà e quando dichiara di lasciare i beni più preziosi – la «migliore mula di Toscana», l'ambita casa di Firenze e i mulini di Signa – al suo «caro, devoto, affezionato amico Gianni Schicchi», i parenti esplodono in urla furibonde. Ma il finto Buoso li mette a tacere canterellando il motivo dell'esilio e infine li caccia dalla casa, divenuta di sua esclusiva proprietà.
Fuori, sul balcone, Lauretta e Rinuccio si abbracciano teneramente; mentre Gianni Schicchi sorridendo contempla la loro felicità, compiaciuto della sua astuzia.

## Leitmotiv
Puccini utilizza nelle sue opere la tecnica wagneriana del Laitmotiv. Osserviamo i temi principali dell'opera.

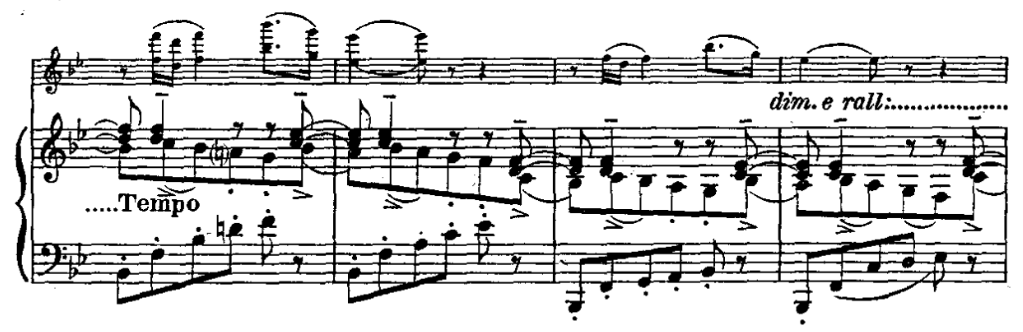
Tema della morte di Buoso

- Tema della morte di Buoso. Il tema apre la prima sezione dell'opera è compare ogni volta che si ha a che fare con la morte di Buoso Donati. È un tema ritmicamente complesso che desta confusione sull'individuazione del battere della battuta.

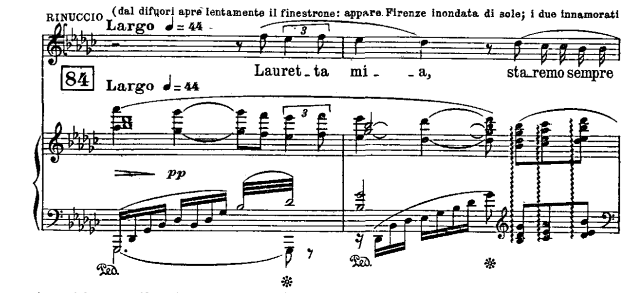
Tema d'amore di Lauretta e Rinuccio

- Tema d'amore di Lauretta e Rinuccio. Compare nel breve duetto finale e in tutti i momenti dell'opera dove Rinuccio o entrambe i personaggi fanno presente la loro relazione.

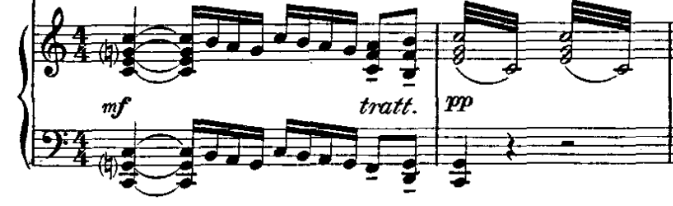
Tema del testamento

- Tema del testamentoTema del testamento. Un motivo prettamente organistico che Puccini usa nel momento d'apertura del testamento e successivamente nei momenti che richiamano ad esso.

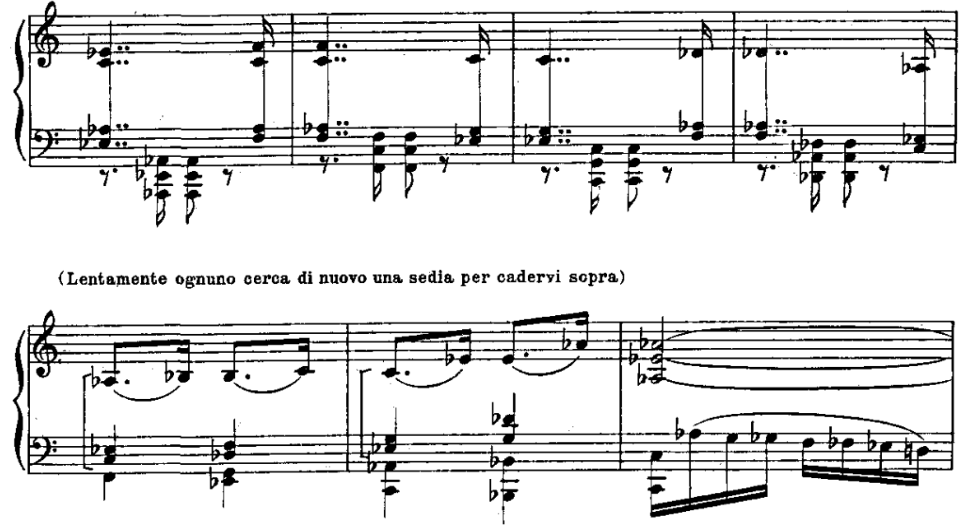
Tema di Santa Reparata

- Tema dei frati e di Santa Reparata. Un tema abbastanza eroico che i personaggi usano per esprimere la loro invidia nei confronti dei frati dell'opera di Santa Reparata a cui lo zio Buoso ha lasciato in eredità i suoi beni. Viene introdotto la prima volta da Rinuccio per poi ricomparire spesso nelle situazioni coerenti al tema del motivo.

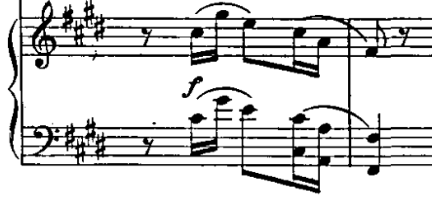
Tema di Schicchi

- Tema di Gianni Schicchi. Anche questo motivo lo troviamo per la prima volta in un verso di Rinuccio ma ricomparirà spesso a calcare il nome del personaggio protagonista dell'opera, anche durante la scena della truffa con la voce camuffata.

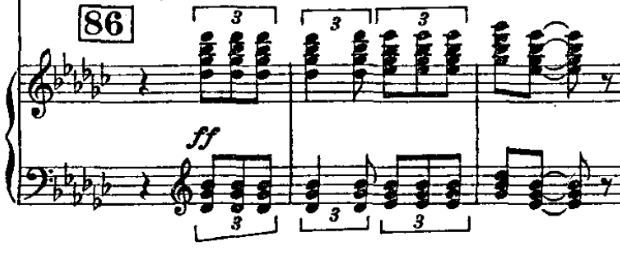
Tema della beffa

- Tema della beffa. Compare quando il protagonista viene annunciato come beffeggiatore, quando ha escogitato una truffa o quando l'ha appena compiuta.

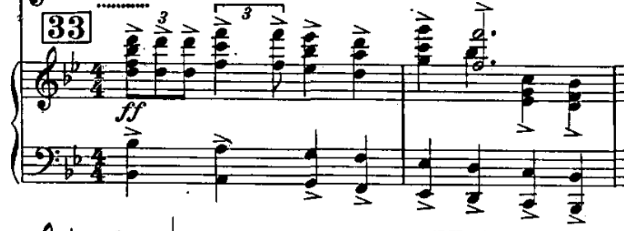
Tema di Firenze

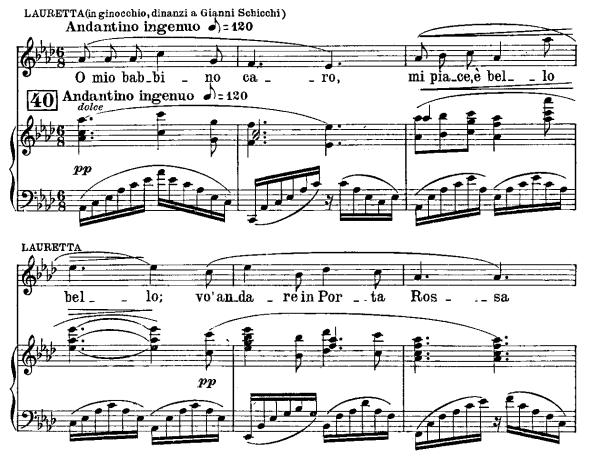
Tema della Gente Nova

- Temi di Firenze. Ci sono due temi fiorentini. Il primo è usato pera la prima volta nel celebre brano di Rinuccio "Firenze è come un albero fiorito..."  mentre il secondo (per molti Tema di Lauretta) è quello usato nella celebre aria di Lauretta "O mio babbino caro" ma preannunciato all'ingresso di essa con il padre ed è meglio definito come tema della gente nova.

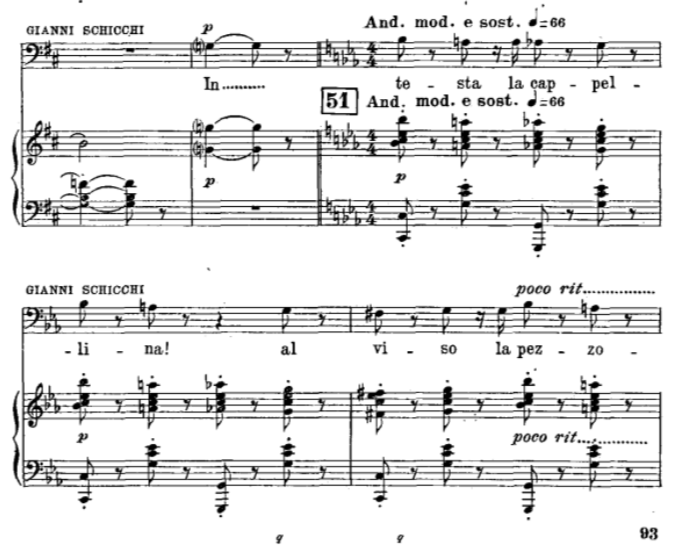
Tema del travestimento

- Tema del travestimento. Viene presentato da Gianni Schicchi quando spiega ai Donati il suo piano per falsificare il testamento travestendosi da Buoso. Il tema torna nel momento del travestimento.

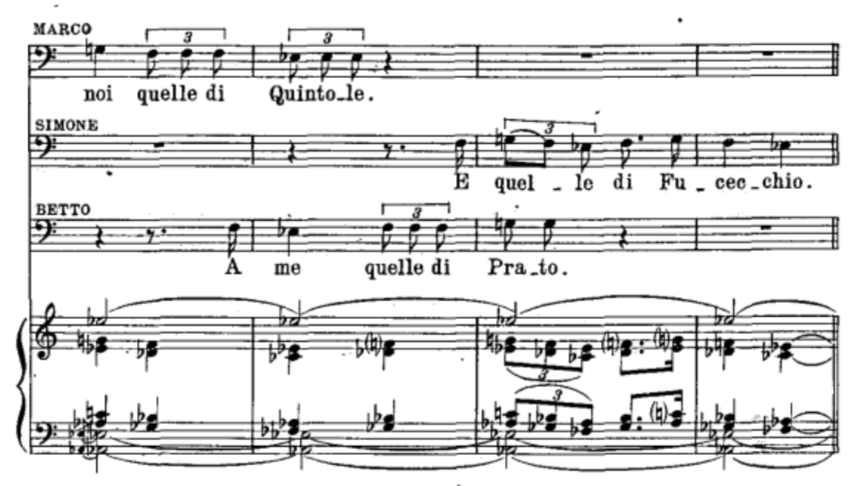
Tema degli interessi

- Tema degli interessi. Compare quando i parenti di Buoso si raccomandano a Schicchi per l'assegnazione dei beni testamentari e poi ritorna alla fine dell'opera quando i Donati sono ormai stati truffati.

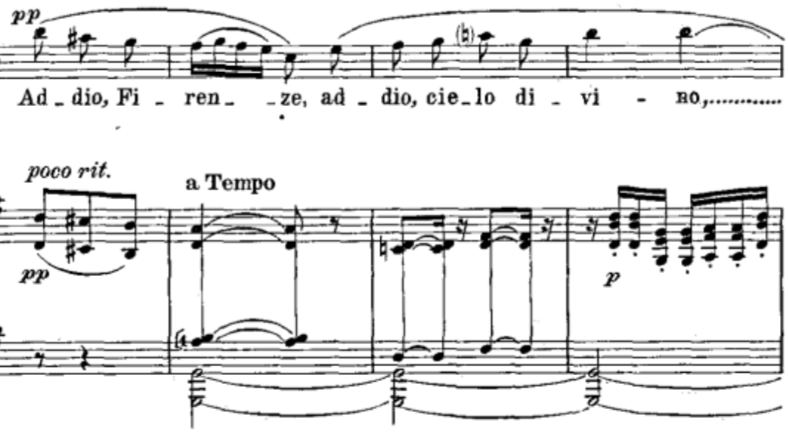
Tema dell'esilio

- Tema dell'esilio. Gianni Schicchi ricorda con questo tema ai Donati il bando e la pena che spetta ai truffatori.

## Organico orchestrale

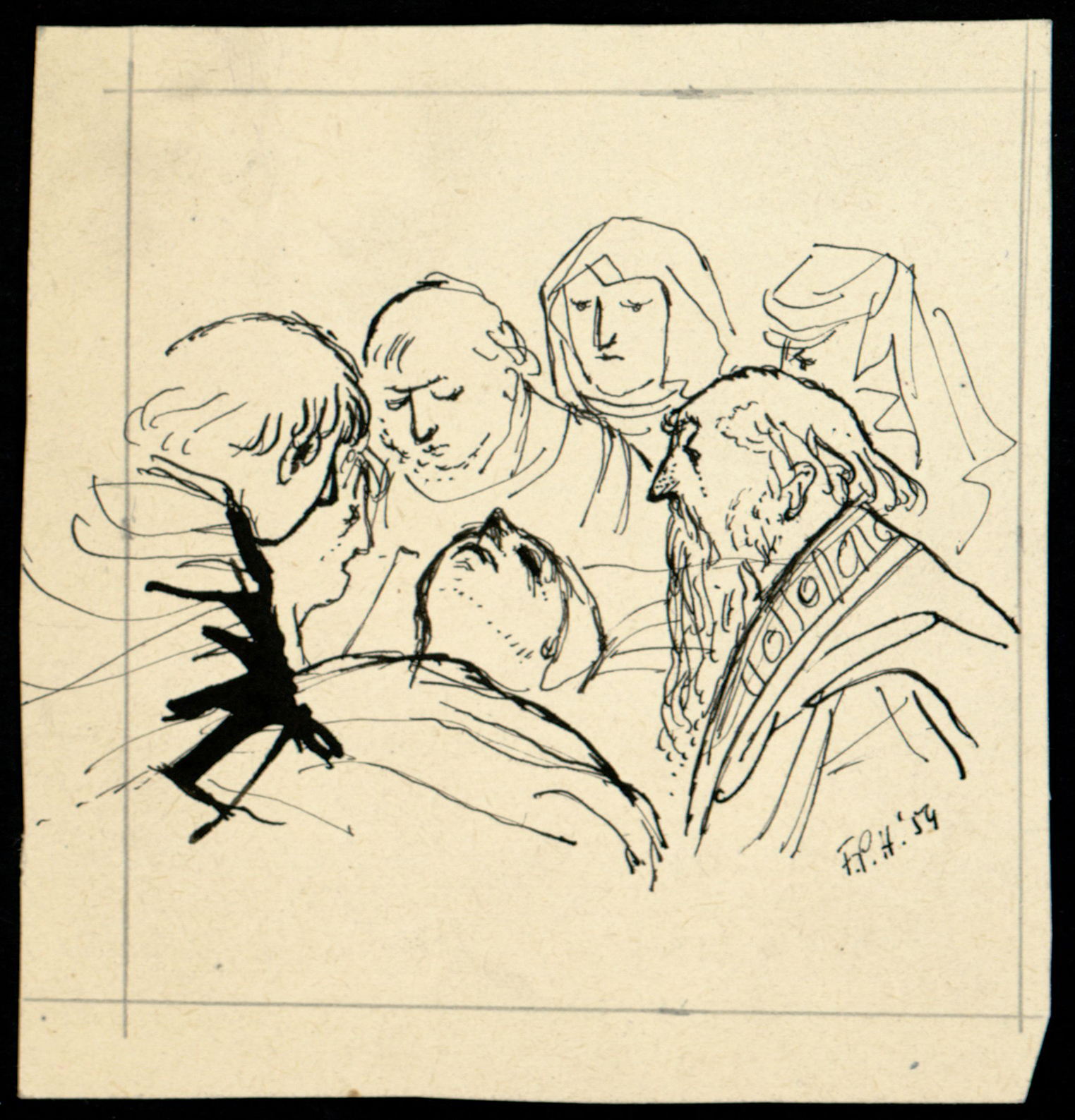
Disegno per copertina di libretto, disegno per Gianni Schicchi (1954).

La partitura di Puccini prevede l'utilizzo di:
- ottavino, 2 flauti, 2 oboi, corno inglese, 2 clarinetti, clarinetto basso, 2 fagotti
- 4 corni, 3 trombe, 3 tromboni, trombone basso
- timpani, tamburo, triangolo, piatti, grancassa
- celesta, campana grave, arpa
- archi

## Discografia
| Anno | Cast (Gianni Schicchi, Lauretta, Rinuccio)           | Direttore                   | Etichetta       |
| ---- | ---------------------------------------------------- | --------------------------- | --------------- |
| 1949 | Italo Tajo, Licia Albanese, Giuseppe Di Stefano      | Giuseppe Antonicelli        | Cetra           |
| 1949 | Giuseppe Taddei, Greta Rapisardi, Giuseppe Savio     | Alfredo Simonetto           | Cetra           |
| 1957 | Renato Capecchi, Bruna Rizzoli, Agostino Lazzari     | Francesco Molinari Pradelli | Philips/Fontana |
| 1959 | Tito Gobbi, Victoria de los Ángeles, Carlo del Monte | Gabriele Santini            | EMI             |
| 1962 | Fernando Corena, Renata Tebaldi, Agostino Lazzari    | Lamberto Gardelli           | Decca           |
| 1977 | Tito Gobbi, Ileana Cotrubaș, Plácido Domingo         | Lorin Maazel                | Sony Classical  |
| 1986 | Rolando Panerai, Helen Donath, Peter Seiffert        | Giuseppe Patanè             | RCA             |
| 1991 | Leo Nucci, Mirella Freni, Roberto Alagna             | Bruno Bartoletti            | Decca           |
| 1997 | José van Dam, Angela Gheorghiu, Roberto Alagna       | Antonio Pappano             | EMI             |

## Videografia
| Anno | Cast (Gianni Schicchi, Lauretta, Rinuccio)             | Direttore            | Etichetta      |
| ---- | ------------------------------------------------------ | -------------------- | -------------- |
| 1983 | Juan Pons, Cecilia Gasdia, Jurij Marusin               | Gianandrea Gavazzeni | NVC Arts       |
| 2000 | Bruno de Simone, Elisabetta Scano, Aquiles Machado     | Riccardo Chailly     | Avro Klassiek  |
| 2004 | Alessandro Corbelli, Sally Matthews, Massimo Giordano  | Vladimir Jurovskij   | Opus Arte      |
| 2007 | Alberto Mastromarino, Amarilli Nizza, Andrea Giovanni  | Julian Reynolds      | TDK            |
| 2008 | Leo Nucci, Nino Machaidze, Vittorio Grigolo            | Riccardo Chailly     | Hardy Classics |
| 2011 | Lucio Gallo, Ekaterina Siurina, Francesco Demuro       | Antonio Pappano      | Opus Arte      |
| 2015 | Plácido Domingo, Andriana Chuchman, Arturo Chacón-Cruz | Grant Gershon        | Sony Classical |

## Filmografia
- Gianni Schicchi, regia di Damiano Michieletto (2021)

## Brani famosi
- Firenze è come un albero fiorito, romanza di Rinuccio
- O mio babbino caro, romanza di Lauretta
- Ah! che zucconi!, monologo di Gianni Schicchi